# Heiner Riepl
Heiner Riepl (* 3. Oktober 1948 in Kelheim) ist ein deutscher Maler, Grafiker und Kurator.

## Leben
Riepl absolvierte nach dem Abitur, einer Kaufmannslehre und zweijährigem Wehrdienst an der Universität Regensburg ein Magisterstudium der Philosophie, Geschichte und Wissenschaftsgeschichte. Danach studierte er Freie Malerei an der Akademie der Bildenden Künste Nürnberg (ADBK Nürnberg) als Meisterschüler von Ernst Weil.
Seit 1980 ist er als freiberuflicher Künstler tätig. Mittels eines Stipendiums des ADBK Nürnberg und des Deutsch-Französischen Jugendwerks besuchte er 1980/1981 die École supérieure des beaux-arts de Cornouailles de Quimper.

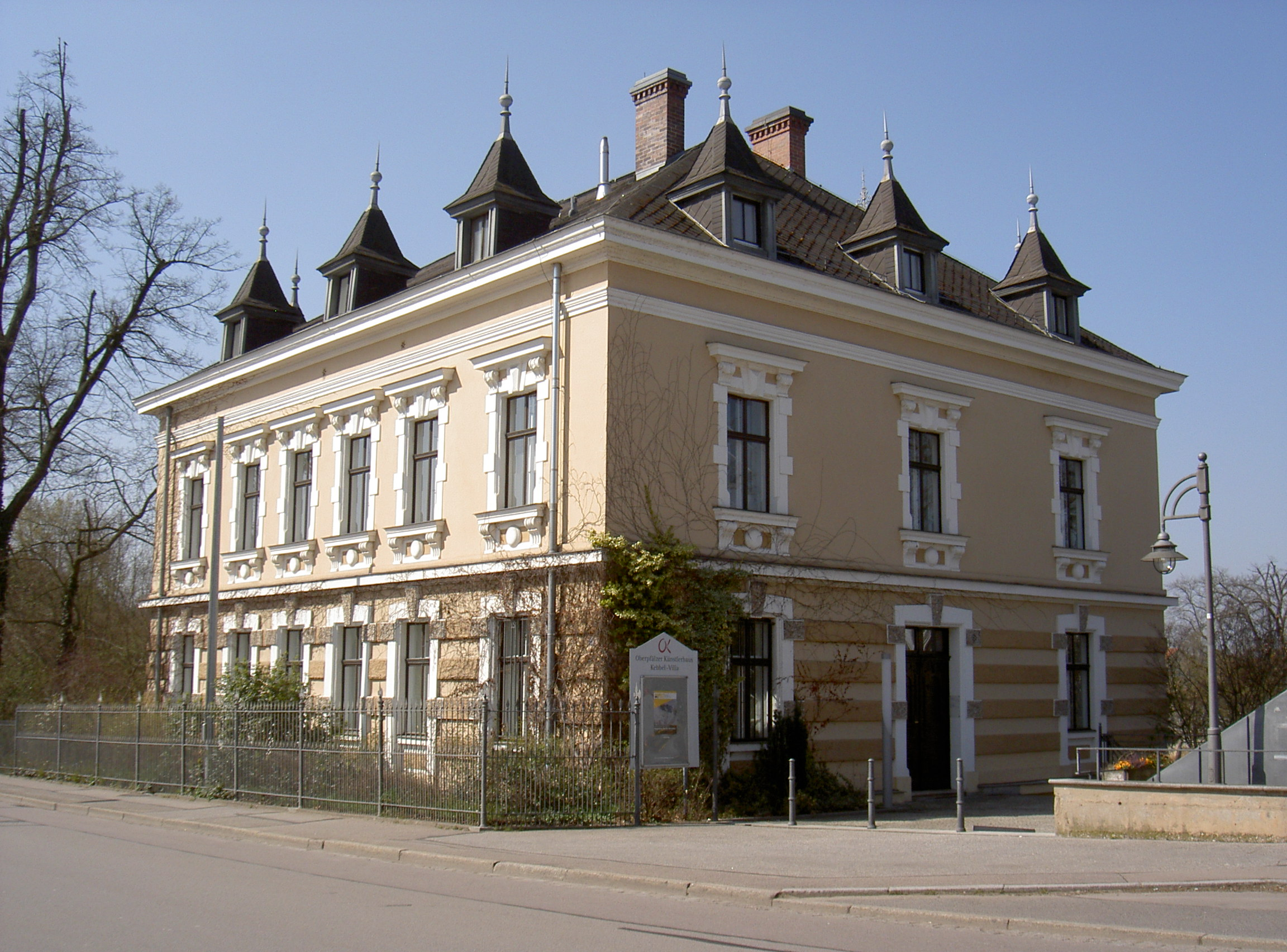
Das Oberpfälzer Künstlerhaus in der ehemaligen Schwandorfer Kebbel-Villa, das Riepl von 1988 bis 2013 leitete.

Der Förderverein des Oberpfälzer Künstlerhauses I + II in Schwandorf vergab ihm Mitgliedsstipendien für Studienaufhalte am Virginia Center for the Creative Arts VCCA im Jahr 1994 und im Künstlerhaus Schloss Plüschow 2005. Riepl leitete das Künstlerhaus Oberpfalz von 1988 bis Ende 2013. Nach seinem Studienaufenthalt am VCCA realisierte er über den zugehörigen Förderverein 1995 ein Artist-in-Residence-Programm (Auslandsaustauschprogramm), das zur Zeit seines Abschieds jährlich Stipendien an 20 Künstler der Bereiche Bildende Kunst, Komposition und Literatur an zwölf Partnerinstitutionen vergab.
Er ist zudem Mitglied des BBK Niederbayern/Oberpfalz und des Landesverbandes Bayern, der Neuen Münchner Künstlergenossenschaft (NM), der Kunstvereine Regensburg (KuGV), Landshut und Passau sowie der Gruppe 91. Ab 1990 saß er auch im Gutachterausschuss für Bildende Kunst des Bayerischen Staatsministeriums für Wissenschaft, Forschung und Kunst (StMWFK).
Seine abstrakten Bilder, Grafiken und Skizzen waren in mehreren Gruppen- und Einzelausstellungen zu sehen. Seine Bilder sind auch seit 1996 regelmäßig bei der Großen Ostbayerischen Kunstausstellung (GOK) des BBK Niederbayern/Oberfranken vertreten. Nachdem er Ende des Jahres 2013 die Leitung des Künstlerhauses Oberpfalz an Andrea Lamest übergeben hatte, zog er zurück in seine Heimatstadt Kelheim.

## Ausstellungen (Auswahl)
- 1987: Städtische Galerie Leerer Beutel, Regensburg
- 1992: Museum Chapelle du Carmel, Libourne, Frankreich
- 1992: Centrum Kultury Zamek, Posen, Polen
- 1993: St. Anna Kapelle, Passau (Gruppe 91)
- 1993: Galerie Stodola, Krumau, Tschechien (Gruppe 91)
- 1997: Oberösterreichischer Kunstverein, Linz, Österreich (Gruppe 91)
- 1998: Kleine Galerie, Regensburg
- 1998: „Bayerische Kunst unserer Tage“, Slowakische Nationalgalerie, Bratislava, Slowakei
- 1998: Oberpfälzer Künstlerhaus, Schwandorf
- 2002: Kreis Galerie, Nürnberg
- 2011/2012: Galerie Dr. Erdel Verlag, Regensburg
- 2014: „Für Heraklit“, Galerie Peter Bäumler, Regensburg[6]
- 2014: „Malerei – Raum der Freiheit“, Kunst- und Gewerbeverein Regensburg[7][8]
- 2024: „Welten malen“, Städtische Galerie Leerer Beutel, Regensburg[9]

## Ausstellungskataloge
- 1998: Heiner Riepl: Malerei; Oberpfälzer Künstlerhaus Schwandorf-Fronberg, 27. September bis 31. Oktober 1998. Oberpfälzer Künstlerhaus (Hrsg.), Schwandorf.
- 2008: Heiner Riepl: Malerei und Grafik; Oberpfälzer Künstlerhaus Schwandorf-Fronberg; 21. September bis 19. Oktober 2008. Oberpfälzer Künstlerhaus (Hrsg.), Schwandorf. (Begleittext: Herbert Schneidler)
- 2014: Heiner Riepl: Malerei – Raum der Freiheit; Kunst- und Gewerbeverein Regensburg, 1. Februar bis 2. März 2014. Kunst- und Gewerbeverein Regensburg (Hrsg.), Regensburg. (Begleittext: Andrea Madesta; Wolf Erdel)

## Auszeichnungen
- 1982: Förderpreis der Bayerischen Staatsregierung für Künstler und Publizisten (Debütantenpreis)
- 1986: Kulturförderpreis der Stadt Regensburg
- 1994: Kulturförderpreis Ostbayern, OBAG
- 2006: Nordgaupreis des Oberpfälzer Kulturbundes in der Kategorie „Bildende Kunst“